# Знаменское (Мценский район)
Зна́менское — село в составе Высокинского сельского поселения Мценского района Орловской области России. До образования Мценского района входило в состав Новосильского уезда Тульской губернии.

## География
Располагается на высоком левом берегу реки Зуши в 4 км от сельского административного центра села Высокое.

## Описание
Название получено по храму во имя Знамения Пресвятой Богородицы. Каменный храм с приделом во имя св. Дмитрия Ростовского был построен в 1763 году на средства помещика Алексея Михайловича Ладыженского, а второй придел во имя св. апостолов Петра и Павла и каменная колокольня — в 1850-х годах Павлом Александровичем Ладыженским. Приход состоял из самого села и сельца: Круча (Кулешова, Юрьевка), Соймоново (Соминово, Олешня, Алёшня), Глазково (не сущ.). Имелась земская школа. В 1915 году в деревне было 54 крестьянских двора.

## Население
| Годы      | 1857 | 1859 | 1915 | 2010 |
| --------- | ---- | ---- | ---- | ---- |
| Население | 286  | 290  | 443  | 71   |